# Turó del Rabasser
El Turó del Rabasser és una muntanya de 622 metres que es troba al municipi de Jorba, a la comarca de l'Anoia.